# Тім Крінг
Річард Тімоті «Тім» Крінг (англ. Richard Timothy «Tim» Kring, нар. 9 липня 1957; Ель-Дорадо, штат Каліфорнія) — американський сценарист і телевізійний продюсер, найбільш відомий т/с Дивний світ, Розслідування Джордан, Герої та Дотик.
За національністю — єврей. Закінчив Університет Південної Каліфорнії, школу кінематографічних мистецтв у 1983 році.
Почав свою кар'єру як сценарист для написання ТБ шоу Лицар-вершник. Одним з його ранніх проєктів було співавторство сценарію для епізоду Misfits of Science, телесеріалу, в якому, як і в пізнішому проєкті Герої показані надздібності людей як головна тема. Інший ранній проєкт був Вовченя занадто, сценарій написаний спільно з Джефом Лоебом. Крінг також є співавтором книги 2010 року «Shift: A Novel (Gates of Orpheus Trilogy)» Дейла Пека.
Після скасування Героїв у 2010 році створив фантастично-драматичний телесеріал Дотик, сюжет якого зосередився на батьку (Кіфер Сазерленд), який виявляє, що його німий син може передбачати події. Прем'єра відбулася 25 січня 2012 року на телеканалі Fox.

## Фільмографія
| Year      | Title                 | Role                     | Notes |
| --------- | --------------------- | ------------------------ | ----- |
| 1996-1997 | Надія Чикаго          | Прдюсер                  |       |
| 1999-2002 | Дивний світ           | Ідея                     |       |
| 1999-2001 | Провидіння            | Співвиконавчий продюсер  |       |
| 2001-2007 | Розслідування Джордан | Ідея/Виконавчий продюсер |       |
| 2006-2010 | Герої                 | Ідея/Виконавчий продюсер |       |
| 2012-2013 | Дотик                 | Ідея/Виконавчий продюсер |       |